# رایشسور
رایشسور (به انگلیسی: Reichswehr) نام رسمی نیروهای مسلح آلمان در طول جمهوری وایمار و سال‌های اول رایش سوم بود. پس از شکست آلمان در جنگ جهانی اول، ارتش امپراتوری آلمان (Deutsches Heer) منحل شد تا به یک ارتش زمان صلح تبدیل شود. در مارس 1919 یک رایشسور موقت از آن تشکیل شد. بر اساس شرایط معاهده ورسای، ارتش بازسازی شده آلمان در معرض محدودیت های شدید در اندازه، ساختار و تسلیحات بود. تشکیل رسمی راشسور در 1 ژانویه 1921 پس از رفع محدودیت ها صورت گرفت. نیروهای مسلح آلمان تا زمانی که آدولف هیتلر در سال 1935 «احیای حاکمیت نظامی» را اعلام کرد، نام رایشسور را حفظ کردند و در آن زمان به بخشی از ورماخت جدید تبدیل شد.
اگرچه رایشسور در ظاهر غیرسیاسی بود، اما به عنوان یک دولت در یک دولت عمل می کرد و رهبری آن یک عامل مهم قدرت سیاسی در جمهوری وایمار بود. رایشسور گاهی از دولت دموکراتیک حمایت می کرد، همانطور که در پیمان ایبرت-گرونر زمانی که وفاداری خود به جمهوری را متعهد شد، و گاهی از نیروهای ضد دمکراتیک از طریق ابزارهایی مانند رایشسور سیاه، گروه های شبه نظامی غیرقانونی که در نقض قوانین دموکراتیک دست داشتند، حمایت می کرد. در معاهده ورسای رایشسور، خود را به عنوان ارتش کادری می دید که تخصص ارتش امپراتوری قدیمی را حفظ می کرد و پایه ای برای تسلیح مجدد آلمان می ساخت.

## ساختار رایشسور

### محدودیت های تسلیحاتی بر اساس معاهده ورسای
در قسمت پنجم معاهده ورسای 1919، آلمان خود را موظف کرده بود که اندازه و تسلیحات نیروهای نظامی خود را محدود کند تا بتوان از آنها فقط به عنوان حفاظت از مرزها و برای حفظ نظم در آلمان استفاده کرد.
مطابق با مفاد معاهده، نیروی پرسنل ارتش حرفه ای متشکل از 100000 نفر به اضافه یک نیروی دریایی 15000 نفری محدود می شد. تشکیل ستاد کل ممنوع شد. سلاح های سنگین بالاتر از کالیبرهای مشخص، وسایل نقلیه زرهی، زیردریایی ها و کشتی های جنگی بزرگ و هر نوع نیروی هوایی ممنوع بود. این مقررات تا سال 1927 توسط کمیسیون کنترل بین متفقین نظامی نظارت می شد.
خدمت اجباری به ارتش آلمان به طور سنتی برای یک دوره 1 تا 3 ساله بود. سربازان مرخصی پس از اتمام دوره خدمت خود، مجموعه بزرگی از ذخایر آموزش دیده را ایجاد کردند. معاهده ورسای مدت خدمت افسران رایشسور را 25 سال و برای سایرین 12 سال تعیین کرد تا از تجمع نیروهای ذخیره جلوگیری شود.

### تاسیس
در 9 نوامبر 1918، در آغاز انقلاب آلمان که منجر به فروپاشی امپراتوری آلمان و فرار امپراتور ویلهلم دوم شد، یک جمهوری از برلین اعلام شد. روز بعد، صدر اعظم آلمان فردریش ایبرت و ژنرال ویلهلم گرونر، به نام فرماندهی عالی ارتش، پیمان ایبرت-گرونر را منعقد کردند. در آن، گرونر به ایبرت از وفاداری نیروهای مسلح اطمینان داد،
 و در مقابل ایبرت قول داد که دولت اقدام فوری علیه قیام های چپ انجام دهد، یک مجمع ملی را فراخواند، فرماندهی نظامی را در چارچوب حرفه ای نگه دارد. لشکر افسری و مهمتر از همه، حفظ وضعیت سنتی ارتش به عنوان "دولت در یک دولت" - یعنی همچنان تا حد زیادی مستقل از دولت غیرنظامی خواهد بود.
به عنوان بخشی از آتش بس 11 نوامبر 1918، دولت جدید آلمان با تخلیه سریع سرزمین های اشغالی موافقت کرد. عقب نشینی در جبهه غربی در 12 نوامبر آغاز شد و در 17 ژانویه 1919 مناطق ساحل غربی راین از نیروهای نظامی آلمانی آزاد شدند. سپس وظیفه خلع سلاح تدریجی واحدهای ارتش امپراتوری بود که هنوز چندین میلیون سرباز داشت. این کار در مکان‌هایی که قبلاً تعیین شده بود، معمولاً پادگان‌های خانگی مربوطه انجام می‌شد. برای هنگ‌های دارای پادگان در ساحل غربی راین، مکان‌هایی برای خلع سلاح در داخل رایش تعیین شد.
شورای نمایندگان خلق - دولت بالفعل آلمان از نوامبر 1918 تا فوریه 1919 - و فرماندهی ارتش عالی قصد داشتند واحدهای باقیمانده را پس از خلع سلاح به یک ارتش در زمان صلح منتقل کنند. در 6 مارس 1919 مجلس ملی وایمار قانونی را در مورد تشکیل ارتش موقت متشکل از 43 تیپ تصویب کرد. این به رئیس جمهور رایش اجازه داد ارتش موجود را منحل کند و یک رایشور موقت تشکیل دهد که تا زمان ایجاد یک نیروی مسلح جدید به دستور قانون رایش، از مرزهای رایش محافظت کند، دستورها دولت رایش را اجرا کند. و صلح و نظم داخلی را حفظ کند.»"
یک قانون مشابه در مورد تشکیل نیروی دریایی موقت در تاریخ 16 آوریل 1919 به آن اجازه داد تا «امنیت سواحل آلمان را فراهم کند، تردد دریایی ایمن را با پاکسازی مین ها، ایفای نقش به عنوان پلیس دریایی و در غیر این صورت کمک کند. کشتیرانی تجاری، از انجام بی مزاحمت ماهیگیری اطمینان حاصل کند، دستورها دولت رایش را در ارتباط با رایشسور اجرا کند، و صلح و نظم را حفظ کند.»" قدرت نیروی دریایی 20000 نفر بود.
از 1 اکتبر 1919 تا 1 آوریل 1920، نیروهای ارتش موقت رایش به 400000 نفر "ارتش انتقالی" متشکل از 20 تیپ منتقل شدند. در همان زمان، واحدها و وظایف ارتش قدیمی حذف شدند. پس از سقوط به 150000 نفر در اکتبر 1920، تیپ ها با هنگ ها جایگزین شدند و قدرت نهایی ارتش 100000 نفری تا 1 ژانویه 1921 به دست آمد. رایشسور رسماً در آن تاریخ تشکیل شد، با قانون دفاع در 23 مارس 1921 که جزئیات را تنظیم می کرد.  سوگند سربازان به قانون اساسی وایمار سوگند خورد.